# Holascus obesus
Holascus obesus är en svampdjursart som beskrevs av Schulze 1904. Holascus obesus ingår i släktet Holascus och familjen Euplectellidae. Inga underarter finns listade i Catalogue of Life.